# Jodie Taylor
Jodie Lee Taylor (født 17. maj 1986) er en engelsk fodboldspiller, der spiller som angriber for Lyon. Hun begyndte sin klubkarriere hos Tranmere Rovers og spillede i korte perioder i hjemlandet for Birmingham City og Lincoln Ladies. Hun har også spillet for det australske hold Melbourne Victory og Sydney FC og for det svenske hold Kopparbergs/Göteborg FC i Damallsvenskan. I 2018 - 2020 spillede hun for OL Reign. I 2020 skiftede hun til Lyon i Division 1 Féminine.
Taylor spillede på flere niveauer af ungdomslandshold for England, før hun fik debut på A-landsholdet i 2014. Hun scorede åbningsmålet i 2-1 kvartfinalesejren over værtsnationen Canada ved VM i fodbold 2015, hvor England vandt bronze. Taylor vandt guldstøvle-hæderen ved EM i fodbold 2017, da hun blev turneringens topscorer med fem mål.

## International karriere

### Internationale mål
Englands mål vises først i kolonnerne scoring og resultat.
| Mål | Dato               | Sted                                       | Modstander          | Scoring | Resultat | Turnering                           |
| --- | ------------------ | ------------------------------------------ | ------------------- | ------- | -------- | ----------------------------------- |
| 1.  | 6. marts 2015      | GSP Stadium, Nicosia, Cyprus               | Australien          | 1–0     | 3–0      | Cyprus Cup 2015                     |
| 2.  | 6. marts 2015      | GSP Stadium, Nicosia, Cyprus               | Australien          | 2–0     | 3–0      | Cyprus Cup 2015                     |
| 3.  | 6. marts 2015      | GSP Stadium, Nicosia, Cyprus               | Australien          | 3–0     | 3–0      | Cyprus Cup 2015                     |
| 4.  | 9. april 2015      | Academy Stadium, Manchester, England       | Kina                | 1–0     | 2–1      | Venskabskamp                        |
| 5.  | 27. juni 2015      | BC Place, Vancouver, Canada                | Canada              | 1–0     | 2–1      | VM i fodbold for kvinder 2015       |
| 6.  | 29. november 2016  | Koning Willem II Stadion, Tilburg, Holland | Holland             | 1–0     | 1–0      | Venskabskamp                        |
| 7.  | 7. april 2017      | Vale Park, Stoke-on-Trent, England         | Italien             | 1–0     | 1–1      | Venskabskamp                        |
| 8.  | 10. juni 2017      | Tissot Arena, Biel, Schweiz                | Schweiz             | 3–0     | 4–0      | Venskabskamp                        |
| 9.  | 10. juni 2017      | Tissot Arena, Biel, Schweiz                | Schweiz             | 4–0     | 4–0      | Venskabskamp                        |
| 10. | 19. juli 2017      | Stadion Galgenwaard, Utrecht, Holland      | Skotland            | 1–0     | 6–0      | EM i fodbold for kvinder 2017       |
| 11. | 19. juli 2017      | Stadion Galgenwaard, Utrecht, Holland      | Skotland            | 2–0     | 6–0      | EM i fodbold for kvinder 2017       |
| 12. | 19. juli 2017      | Stadion Galgenwaard, Utrecht, Holland      | Skotland            | 4–0     | 6–0      | EM i fodbold for kvinder 2017       |
| 13. | 23. juli 2017      | Rat Verlegh Stadion, Breda, Holland        | Spanien             | 2–0     | 2–0      | EM i fodbold for kvinder 2017       |
| 14. | 30. juli 2017      | De Adelaarshorst, Deventer, Holland        | Frankrig            | 1–0     | 1–0      | EM i fodbold for kvinder 2017       |
| 15. | 19. september 2017 | Prenton Park, Birkenhead, England          | Rusland             | 2–0     | 6–0      | Kvalifikation til VM i fodbold 2019 |
| 16. | 1. marts 2018      | Mapfre Stadium, Columbus, Ohio, USA        | Frankrig            | 3–0     | 4–0      | SheBelieves Cup 2018                |
| 17. | 10. april 2018     | Sarajevo, Bosnien og Herzegovina           | Bosnien-Hercegovina | 2–0     | 2–0      | Kvalifikation til VM i fodbold 2019 |
| 18. | 14. juni 2019      | Stade Océane, Le Havre, Frankrig           | Argentina           | 1-0     | 1–0      | VM i fodbold for kvinder 2019       |
| 19. | 29. august 2019    | Den Dreef, Heverlee, Belgien               | Belgien             | 1–0     | 3–3      | Venskabskamp                        |